# Linda K. Kerber
Pour les articles homonymes, voir Kerber (homonymie).
Linda Kaufman Kerber, née le 23 janvier 1940 à Brooklyn, New York, est une féministe américaine, une historienne politique et intellectuelle, et une éducatrice spécialisée dans l'histoire et le développement de l'esprit démocratique en Amérique, et l'histoire de femmes en Amérique.

## Jeunesse et éducation
Fille de Harry Hagman et de Dorothy Haber Kaufman, Kerber est diplômée de la Forest Hills High School dans le Queens, New York, et épouse Richard Kerber en 1960. Elle obtient un BA du Barnard College (1960), une maîtrise de l'université de New York (1961) et un doctorat de l'université Columbia (1968) sous la direction de Richard Hofstadter.

## Carrière
Kerber rejoint la faculté de l'université de l'Iowa en 1971 et est actuellement professeur May Brodbeck en arts libéraux et sciences, et également chargé de cours au College of Law.
Kerber publie son premier livre, Federalists in Dissent: Imagery and Ideology in Jeffersonian America, en 1970. Elle est l'une des premières historiennes à interpréter l'histoire des premiers États-Unis à travers le prisme de l'histoire des femmes, elle publie Women of the Republic: Intellect and Ideology in Revolutionary America en 1980. Dans ce livre révolutionnaire, Kerber introduit le concept de « maternité républicaine ».
En 1998, Kerber publie No Constitutional Right to be Ladies: Women and the Obligations of Citizenship, une histoire politique des femmes et du droit qui couvre l'histoire des États-Unis du début de la République à la fin du XXe siècle. Elle publie également des essais et des livres sur le féminisme et l'histoire et sur l'histoire intellectuelle des femmes.
Dès le début de sa carrière, inspirée par le mouvement des femmes, Kerber joue un rôle actif dans l'amélioration du statut des femmes dans la profession historique. Membre de la première heure de la Berkshire Conference of Women Historians, elle commence à assister aux réunions du nouveau comité de coordination pour les femmes dans la profession historique. Au début des années 1970, lorsque la Société américaine d'histoire nomme un comité sur les femmes historiennes pour fournir des recommandations sur la façon d'améliorer les positions professionnelles des femmes, elle est parmi ses premiers membres et en est également la présidente.
Kerber est présidente de l'American Studies Association en 1988, de l'Organisation des historiens américains en 1996-1997 et de la Société américaine d'histoire en 2006. Elle est professeure invitée Harold Vyvyan Harmsworth d'histoire américaine à l'université d'Oxford en 2006-2007, donnant la conférence commémorative Harold Vyvyan Harmsworth à Oxford le 16 novembre 2006.
Elle reçoit des bourses, entre autres, de la Fondation nationale pour les sciences humaines à trois reprises, du National Humanities Center, de la John Simon Guggenheim Memorial Foundation et du Radcliffe Institute for Advanced Study. Elle est membre élue et siège au Conseil de la Société américaine de philosophie, membre de l'Académie américaine des arts et des sciences et membre du Rothermere American Institute, université d'Oxford. Kerber siège au conseil consultatif international de la revue universitaire féministe Signs.

## Travaux
- Federalists in Dissent: Imagery and Ideology in Jeffersonian America (Cornell University Press, 1970, réimpression pbk, 1980) lire en ligne
- Women of the Republic: Intellect and Ideology in Revolutionary America (University of North Carolina Press for Institute for Early American History and Culture, 1980, et réimpressions de poche ultérieures) lire en ligne
- Women's America: Refocusing the Past (avec Jane Sherron De Hart ) (Oxford University Press, 1995; 6e éd. 2004) lu en ligne
- US History as Women's History: New Feminist Essays (University of Carolina Press, 1995) (avec Alice Kessler-Harris et Kathryn Kish Sklar ) lire en ligne
- Toward an Intellectual History of Women: Essays by Linda K. Kerber (University of North Carolina Press, 1997) lu en ligne
- No Constitutional Right to be Ladies: Women and the Obligations of Citizenship (New York: Hill and Wang, a division of Farrar, Straus & Giroux, 1998 and pbk reprint) [lire en ligne]. A reçu deux prix de l'American Historical Association : le Littleton-Griswold Prix[8] du meilleur livre d'histoire juridique des États-Unis et Prix Joan Kelly Memorial[9] du meilleur livre d'histoire des femmes.